# Beala, Ruse
Beala (în bulgară Бяла) este un oraș în comuna Beala, regiunea Ruse,  Bulgaria.

## Demografie
Componența etnică a orașului Beala
     Bulgari (81,49%)
     Romi (10,52%)
     Turci (3,55%)
     Nicio identificare (4,28%)
     Altele (0,14%)
La recensământul din 2011, populația orașului Beala era de 8.457 locuitori. Din punct de vedere etnic, majoritatea locuitorilor (81,49%) erau bulgari, existând și minorități de romi (10,52%) și turci (3,55%). Pentru 4,28% din locuitori nu este cunoscută apartenența etnică.